# Sun-bi No
Sun-bi No, född okänt år, död 1394, var en Koreas drottning 1389 – 1392, gift med kung Gongyang av Goryeo, den sista monarken ur Goryeodynastin. 
Hon var dotter till en storman ur No-klanen. Hon blev makens enda hustru, och fick en son och tre döttrar. Maken besteg tronen 1389. Hennes man avsattes 1392. Familjen förvisades först till Wonju. Hon åtföljde år 1394 sin make till Samcheok för att dömas av den nya dynastins förste regent. De dödades båda i Samcheok detta år, men det är oklart om det var ett mord eller om de begick självmord genom att hoppa i floden. 